# RKSV Wittenhorst
RKSV Wittenhorst is een voetbalclub uit de Nederlandse plaats Horst (provincie Limburg). De vereniging dankt zijn naam aan graaf Willem Vincent van Wittenhorst, die in de 17e eeuw woonachtig was op het nabijgelegen Huys ter Horst. Het sportpark heeft de naam dan dus ook te danken aan het nabijgelegen kasteel, dat een inmiddels ruïne is.
Op 30 april 2023 werd het eerste elftal kampioen, waardoor het in het seizoen 2023/24 voor het eerst in de clubhistorie zal uitkomen in de Vierde divisie (de voormalige hoofdklasse). RKSV Wittenhorst heeft vele jeugdelftallen die presteren op hoog niveau. Daarnaast is Wittenhorst de thuishaven van Dirk Marcellis (ex-international, voormalig spelend bij PSV, AZ en PEC Zwolle) en Dominique Janssen (dames-international, spelend bij het Duitse Wolfsburg).

## Algemene Informatie

### Sportpark
Sportpark Ter Horst is gelegen aan de A73. Het sportpark bezit vijf voetbalvelden, waarvan drie velden met echt gras en twee met kunstgras. De kunstgrasvelden zijn aangelegd in 2011 en vervangen in 2021. Het sportpark bevindt zich in een bosrijk gebied. Naast RKSV Wittenhorst, is ook tennisclub HTC Horst en Scheidsrechtersvereniging Horst-Venray hier gevestigd.
Op dit sportpark wordt sinds 2009 jaarlijks het Dirk Marcellis tournament georganiseerd. Op dit toernooi strijden jeugdspelers in de leeftijdscategorie O8/O9 jaar van verschillende profclubs uit binnen- en buitenland om de Dirk Marcellis wisselbokaal.

### Derby
De wedstrijd tussen Wittenhorst en SV Venray is altijd een veel beladen duel. Het duel tussen beide clubs wordt De Noord-Limburgse derby genoemd. De wedstrijden tussen beide clubs zorgen voor veel enthousiasme onder de inwoners van beide dorpen. Deze wedstrijden worden dan ook door veel mensen bijgewoond. De laatste jaren waren er gemiddeld 2000 toeschouwers aanwezig op sportpark Ter Horst. De derby is sinds het seizoen 2014-15 weer terug in competitieverband. Hiervoor werd de derby sinds het seizoen 1997/98 in competitieverband niet meer gespeeld omdat Wittenhorst op een lager niveau actief was. Doordat Wittenhorst op 30 april 2023 de titel greep in de Eerste klasse, stond in het seizoen 2023/24 deze derby weer op het programma. Dit was voor eerst  op het niveau van de Vierde divisie. Deze 59e streekderby, gespeeld op 10 dec. 2023, werd met 3-0 gewonnen door Wittenhorst. Ook in de 60e derby in Venray was Wittenhorst de sterkste: 2-4 (mei 2024) De 61e en 62e derby in het seizoen 24-25 leverden echter twee zeges op voor SV Venray: 2-4 en 2-0.

### Mascotte
Wittenhorst heeft ook een mascotte. Dit is een oranje beer genaamd Moelbaerke. Deze naam verwijst naar de oude naam van het bos: het Moelbaerenbos.

## Geschiedenis

### Promotiejaren 21e eeuw

#### Seizoen 2010/11
In het seizoen 2010/11 speelde het eerste elftal van Wittenhorst in de derde klasse. De ploeg werd hier vierde en dwong daarmee een plek in de nacompetitie af. In de finale nam Wittenhorst het op tegen voetbalvereniging Nooit Gedacht uit het Brabantse Geffen. In de thuiswedstrijd werd het 2-0 voor Wittenhorst waardoor zij een goede uitganspositie creëerden voor de return in Geffen. Wittenhorst kwam in de uitwedstrijd op achterstand in de 30e minuut. Dit bleef echter het enige doelpunt van de wedstrijd, waardoor Wittenhorst over twee wedstrijden met 2-1 won. Wittenhorst wist hiermee promotie af te dwingen naar de tweede klasse. Het was voor het eerst in 16 jaar dat Wittenhorst promoveerde.

#### Seizoen 2011/12
In het daaropvolgend seizoen had Wittenhorst op de laatste speeldag een voorsprong van twee punten op nummer twee Venlosche Boys. Wittenhorst had daarmee alles in eigen hand, en was bij winst zeker van het kampioenschap en de bijbehorende promotie naar de eerste klasse. Bij een eventueel gelijkspel in Horst en winst voor Venlosche Boys zou er een beslissingswedstrijd komen. Wittenhorst speelde thuis tegen SSS'18 uit Overloon, zij konden bij winst periodekampioen worden en daarmee nacompetitie afdwingen. Uiteindelijk verloor Wittenhorst op eigen veld met 0-1 van de ploeg uit het Brabantse Overloon. De Venlosche Boys speelden echter gelijk, waardoor Wittenhorst toch kampioen werd in de tweede klasse en daarmee voor het tweede seizoen op rij promoveerde. Op de platte kar werd Wittenhorst gehuldigd en naar het Wilhelminaplein in Horst gebracht voor de huldiging van het kampioenschap.

#### Seizoen 2022/23
Na elf jaar op een rij in de Eerste klasse te hebben gespeeld, werd Wittenhorst op zondag 30 april met overmacht kampioen in 1C. Voorafgaand aan de aftrap van het kampioensduel tegen ZSV, was de voorsprong op naaste belager Volharding met nog vier duels te gaan maar liefst elf punten. Doordat de ploeg van hoofdtrainer Sjoerd van der Coelen op eigen veld met 2-0 won van de hekkensluiter uit Zeilberg, werd de voorsprong door de nederlaag van Volharding zelfs veertien punten met nog drie duels voor de boeg. Op een drukbezocht sportpark Ter Horst werd het eerste elftal dan ook gehuldigd voor het kampioenschap en het feit dat men in het nieuwe seizoen ging debuteren in de Vierde divisie.

### Seizoen 2023/24
In dit seizoen debuteerde Wittenhorst voor het eerst in haar clubhistorie op Landelijk Divisieniveau. Mede door de invoering van het weekendvoetbal werkte Wittenhorst in de Vierde Divisie ook enkele competitiewedstrijden op zaterdag af. Na een aanvankelijk wervelende start in de Vierde Divisie C kwam er een terugval in het najaar, winter. De ploeg herpakte zich echter sterk tegen het eind van de competitie en speelde zich op eigen kracht veilig. Een verdienstelijke 11e plaats van de 16 was het uiteindelijke resultaat. Met 37 punten en een doelsaldo van 55-60 sloot Wittenhorst de competitie af.

### Ontstaan van RKSV Wittenhorst
De geschiedenis van het Horster voetbal vinden we uitvoerig terug in het 60-jarig jubileumboek van Wittenhorst dat de naam kreeg 'Wij blijven trouw die kleuren' (auteurs Wim Moorman en Gé Peeters). We laten enkele passages hieruit volgen:
In Horst deed voetbal, in vergelijking met andere plaatsen in Noord-Limburg, betrekkelijk laat zijn intrede. Terwijl er in bijvoorbeeld Venlo, Venray, Velden en Oirlo rond 1900 al voorzichtig in clubverband werd gevoetbald, lijkt het erop dat men in Horst pas enkele jaren na de eeuwwisseling in aanraking kwam met de nieuwe sport. Horst heeft die kennismaking, zoals veel andere plaatsen in Limburg, waarschijnlijk te danken aan de priesteropleiding in Rolduc.
In 1905 richtte kapelaan Petrus L. Driessen in Horst het patronaat op. Hier lag het accent op recreatie en ontspanning. Zo kwamen veel Horster jongens tussen de elf en achttien jaar via het patronaat voor het eerst in aanraking met voetbal. Leden en oud-leden van het patronaat richtten, vermoedelijk in 1908, een eerste voetbalclubje op. Het kreeg de naam Sparta.
De plaatselijke priesterstudenten richtte omstreeks dezelfde tijd ook een voetbalclub op. De Nieuwe Venlosche Courant meldde op 22 augustus 1908: 'Verleden Zondag werd het initiatief genomen tot het oprichten eener voetbalclub, waaraan voorloopig de naam van 'Hercules' werd gegeven.'
Nadat van Hercules, na september 1908 niets meer was vernomen, waagden studenten van Rolduc in mei van het volgende jaar een nieuwe poging. Op 20 mei richtten studenten uit Horst en Sevenum voetbalclub De Peelhazen op. Echter net als studentenvoetbalclub Hercules bestond ook De Peelhazen niet lang. De laatste levenstekenen dateren uit 1911. In de jaren direct daarna zal er in Horst ongetwijfeld nog gevoetbald zijn, doch niet in clubverband. Pas in 1918 zag een nieuwe voetbalvereniging het levenslicht. Op zondag 15 september werd de RK Voetbalvereeniging Wilhelmina opgericht. Ook deze club kende geen al te lang leven. Horst bleek nog niet rijp voor een voetbalclub.
Terwijl het voetbal na de Eerste Wereldoorlog overal een bloeiperiode doormaakte, duurde het in Horst tot 1921 voordat een nieuwe poging werd gedaan. Op zondag 1 mei van dat jaar werd de Roomsch-Katholieke Voetbalvereeniging HVC opgericht. Nu werden de zaken grondiger aangepakt. Het sloot zich, zoals bijna alle Noord-Limburgse dorpsclubs aan bij de RKLVB en was de eerste Horster voetbalvereniging die in competitieverband uitkwam. HVC begon in de derde klasse. In het seizoen 1923/1924 zou HVC echter al niet eens meer deelnemen aan de competitie. Er waren enkele problemen ontstaan onder andere op bestuurlijk vlak, waardoor ook de vijfde poging om in Horst een voetbalclub van de grond te krijgen was mislukt.
Niet dat er in Horst niet meer werd gevoetbald. Er ontstonden midden van de jaren twintig een aantal buurt- en vriendenclubs die tegen elkaar voetbalden. Deze clubjes bestonden slechts korte tijd. Dit geldt niet voor twee verenigingen die in 1927 werden opgericht: HVC en Concordia. Het nieuwe HVC werd waarschijnlijk op initiatief van enkele leden van het eerder ter ziele gegane HVC opgericht. Concordia ontstond als een vriendenclubje, maar zou uitgroeien tot een 'echte' voetbalclub.
Hoewel de clubs een verschillend karakter hadden, waren de verhoudingen tussen HVC en Concordia altijd goed geweest. De noodzaak om de krachten te bundelen was tot 1933 in feite niet aanwezig. Concordia nam tot dat jaar alleen deel aan de jeugdcompetitie en vormde geen concurrentie voor het alleen in de seniorencompetitie uitkomende HVC. Dat veranderde toen Concordia vanaf 1933, met succes, uitkwam in de competitie van de RKLVB. Vanaf dat moment gingen in Horst stemmen op om te komen tot één voetbalvereniging. Mensen als Gijs Boekestijn (HVC), Thei van Heijster (HVC), Lambert van de Meerendonk (Concordia) en Teun Mol (Concordia) bemoeiden zich nadrukkelijk met het voetbal in Horst dat het daadwerkelijk tot bloei kwam.
Op 15 september 1936 kwam de fusie tot stand. Op deze oprichtingsdatum kreeg het de naam HSC (Horster Sport Combinatie). Pas in 1939 zou de club officieel Wittenhorst gaan heten.

## Samenwerkingsverbanden
Wittenhorst heeft een samenwerkingsverband met:
- VVV-Venlo

## Resultaten

### Competitieresultaten 1941–2026
| 7 3E |

| 10 3F |

| 2 4F |

| 2 4F |

|  |

| 1 4H |

| 1 3E |

| 1 3E |

| 2 3E |

| 2 3E |

| 4 3D |

| 1 3D |

| 1 3D |

| 7 2B |

| 8 2B |

| 9 2B |

| 6 2B |

| 5 2B |

| 10 2B |

| 3 2B |

| 3 2B |

| 7 2B |

| 7 2B |

| 11 2B |

| 6 3D |

| 1 3D |

| 8 2B |

| 12 2B |

| 11 3D |

| 8 4H |

| 7 4H |

| 11 4H |

| 2 4H |

| 1 4H |

| 8 3D |

| 11 3D |

| 3 4H |

| 4 4H |

| 2 4H |

| 3 4H |

| 1 4H |

| 5 3D |

| 3 3D |

| 10 3D |

| 9 3D |

| 5 3D |

| 2 3D |

| 4 3D |

| 3 3D |

| 5 3D |

| 11 3D |

| 1 4H |

| 1 3D |

| 2 2B |

| 1 2B |

| 10 1F |

| 5 2H |

| 8 2H |

| 5 3D |

| 4 3D |

| 3 3D |

| 4 3D |

| 7 3D |

| 5 3D |

| 9 3D |

| 5 3C |

| 6 3C |

| 3 3C |

| 5 3C |

| 8 3C |

| 4 3C |

| 1 2H |

| 2 1D |

| 10 1D |

| 3 1D |

| 9 1D |

| 3 1D |

| 3 1D |

| 8 1D |

| 4* 1D |

| -- 1D |

| 2 1D |

| 1 1C |

| 11 B |

| 5 C |

| ? |

| Vierde divisie | Eerste klasse | Tweede klasse | Derde klasse | Vierde klasse | Competitie niet afgemaakt |

In elke staaf van de grafiek staat van boven naar beneden vermeld: 
- Eindnotering

Dit is de positie die de club heeft bereikt in de competitie, zonder eventuele beslissings-, play-off- of nacompetitiewedstrijden die nodig zijn geweest om bijvoorbeeld de kampioen van de competitie te bepalen.
Indien een * achter het getal staat is de notering een tussenstand en kan het zijn dat de notering niet overeenkomt met de uiteindelijke eindstand van de competitie.
Staat er een - dan is het seizoen nog bezig en is er geen definitieve uitslag bekend.
Staat er xx op de positie van de notering, dan heeft de club vroegtijdig de competitie verlaten. Dit kan onder andere komen door terugtrekking van het team, faillissement van de club of door een uitgedeelde straf van de KNVB. In veel gevallen staat elders in het artikel de reden vermeld.
Staat er een ? dan is het resultaat uit het verleden onbekend, en is alleen de competitie of het niveau bekend van dat seizoen.
In de seizoenen 2019/20 en 2020/21 werd wegens de coronacrisis het amateurvoetbal afgebroken. Daardoor kennen deze staven geen eindklassering (middels -- weergegeven).
- Competitieniveau en afdelingsletter of Officiële eindstand Eredivisie
  - Competitieniveau en afdelingsletter

Hierbij geeft het getal het niveau weer, dat ook terug te vinden is in de legenda. De letter is de afdelingsaanduiding en wordt gebruikt wanneer er meer afdelingen zijn op hetzelfde niveau. De afdelingsletter is altijd een hoofdletter en wordt meestal zonder nummer gebruikt.
Voorbeeld: 2F is niveau 2e klasse competitie F.
Het competitieniveau en nummer wordt niet vermeld wanneer er slechts één competitie van dit niveau was.
  - Officiële eindstand Eredivisie (getal staat tussen haakjes vermeld)

Sinds de introductie van play-offwedstrijden voor Europees voetbal na afloop van de reguliere competitie in 2005/06, is de KNVB verplicht een eindstand van de Eredivisie door te geven aan de UEFA aan de hand van deze play-offwedstrijden.
Bij deze eindstand staan clubs die zich hebben gekwalificeerd voor Europees voetbal hoger dan clubs die zich niet wisten te kwalificeren. Indien er geen verschil was tussen de eindnotering en de officiële eindstand, staat dit getal niet vermeld.

- Onderafdeling

Hier staat afgekort de naam van de onderafdeling indien de club in dat jaar in een onderafdeling uitkwam. Tevens staat deze afkorting in de legenda en wordt gelinkt naar het artikel over deze onderafdeling. Deze afkorting wordt alleen vermeld wanneer de club in het verleden in verschillende onderafdelingen heeft gespeeld. Deze vermelding is in de staaf altijd in kleine letters. Deze onderafdelingen zijn na het seizoen 1995/96 afgeschaft. Heeft de club in slechts één onderafdeling gespeeld, dan is dit alleen terug te vinden in de legenda.
Onder de staaf staat het jaartal vermeld waarin het seizoen is afgesloten. 15 verwijst naar het seizoen 2014/15 of eventueel het seizoen 1914/15.
Wanneer een staaf leeg is, zijn deze gegevens niet bekend. Het kan ook zijn dat de club dat seizoen niet heeft meegespeeld op het hogere amateurniveau, vroegtijdig de competitie heeft verlaten of uit de competitie is gezet.

In het seizoen 1944/45 was er wegens de Tweede Wereldoorlog geen regulier competitievoetbal.

### KNVB beker
Een noemenswaardige prestatie vond plaats in het seizoen 1996/97. Hierin speelde Wittenhorst op 9 juni 1996 in de laatste voorronde met 2–2 gelijk uit bij ONS Sneek. Wittenhorst kwam op voorsprong in de 22e minuut, maar nog voor rust wist Sneek de wedstrijd te keren. In drie minuten tijd boog Sneek de 0–1-achterstand om in een 2–1-voorsprong. Dit middels de 1–1 in de 42e minuut en een rake strafschop in minuut 45. In de 62e minuut kwam Wittenhorst langszij. Dit was ook de eindstand, waardoor strafschoppen beslissing moesten brengen. Na strafschoppen verloor Wittenhorst met 3–2, waardoor de groepsfase niet gehaald werd.
In het seizoen 2017/18 schreef Wittenhorst dan toch geschiedenis door de volgende imposante resultaten: 1/8 finale uit 1-2 tegen Minor (latere kampioen); 1/4 finale thuis De Ster 1-1, wns 5-3; 1/2 finale uit Bekkerveld 1-3; Hemelvaartsdag 2018 finale op een bomvol sportpark van Deurne voor bijna 2000 toeschouwers tegen Hoofdklasser Gemert verlies 2-3 na een bloedstollende wedstrijd en verlenging. Door dit resultaat mocht Wittenhorst deelnemen in de TOTO-bekercompetitie. Het mocht het opnemen in en tegen tweededivisionist Spakenburg op 18 augustus 2018. Veel supporters van Wittenhorst waren getuige van een wedstrijd die de geschiedenis in gaat. Uiteraard waren de "Blauwen" een maatje te groot. Onder leiding van coach John de Wolf werd Wittenhorst met 4-1 verslagen. Een leuke en leerzame middag was het zeker.
Ook in het seizoen 2018/19 wist Wittenhorst de landelijke TOTO-bekercompetitie te bereiken. Na winst in de groepsfase, werden de volgende resultaten behaald: winst op sv Lottum 3-0, winst op Avesteijn 12-1, winst na strafschoppen tegen NWC: eindstand 1-1, 4-2 na strafschoppen. 8e Finale: winst na strafschoppen tegen Avanti'31 eindstand 0-0, kwartfinale winst tegen SVME 3-0, halve finale Wittenhorst tegen hoofdklasser Groene Ster 1-2. Ondanks deze nederlaag wist Wittenhorst hiermee opnieuw een ticket te bemachtigen voor de voorronde van de landelijke KNVB Toto beker in het seizoen 2019/20. Derdedivisionist BVV Barendrecht bleek echter een maat te groot en Wittenhorst werd met een 6-0 nederlaag naar huis gestuurd.
Dit schema laat de resultaten zien van Wittenhorst tegen profclubs in de KNVB Beker.
| Seizoen | Ronde             | Wedstrijd                 | Uitslag |
| ------- | ----------------- | ------------------------- | ------- |
| 1956/57 | Voorronde Zuid II | Wittenhorst - HVV Helmond | 1-3     |
| 1958/59 | 2e ronde          | VVV - Wittenhorst         | 6-1     |

## Trainingskampen
In samenwerking met Parkhotel Horst verwelkomt Wittenhorst profclubs uit binnen- en buitenland in de zomer én in de winter voor een trainingskamp. Onder andere Galatasaray (juli 2010), FC Porto (juli 2013), Shakhtar Donetsk (juli 2016), Valencia CF (juli 2016) en FC Utrecht (januari 2017) verbleven hier.

## Bekende (oud-)spelers
- Tom van Bergen
- Frans Derix
- Dirk Marcellis
- Jan Schatorjé

## Bekende (oud-)speelsters
- Kim Everaerts
- Dominique Janssen